# Weinhandel
Weinhandel existiert seit etwa 1000 v. Chr., da Wein nicht nur dort getrunken wird, wo er wächst und ausgebaut wird. Händler erwerben den Wein bei den Erzeugern und verbringen ihn zu ihrer Kundschaft.
Mehrere Abstände werden hierzu überwunden:
1. räumliche Distanz
2. zeitliche Distanz
3. finanzielle Distanz

## Überbrückung räumlicher Distanz

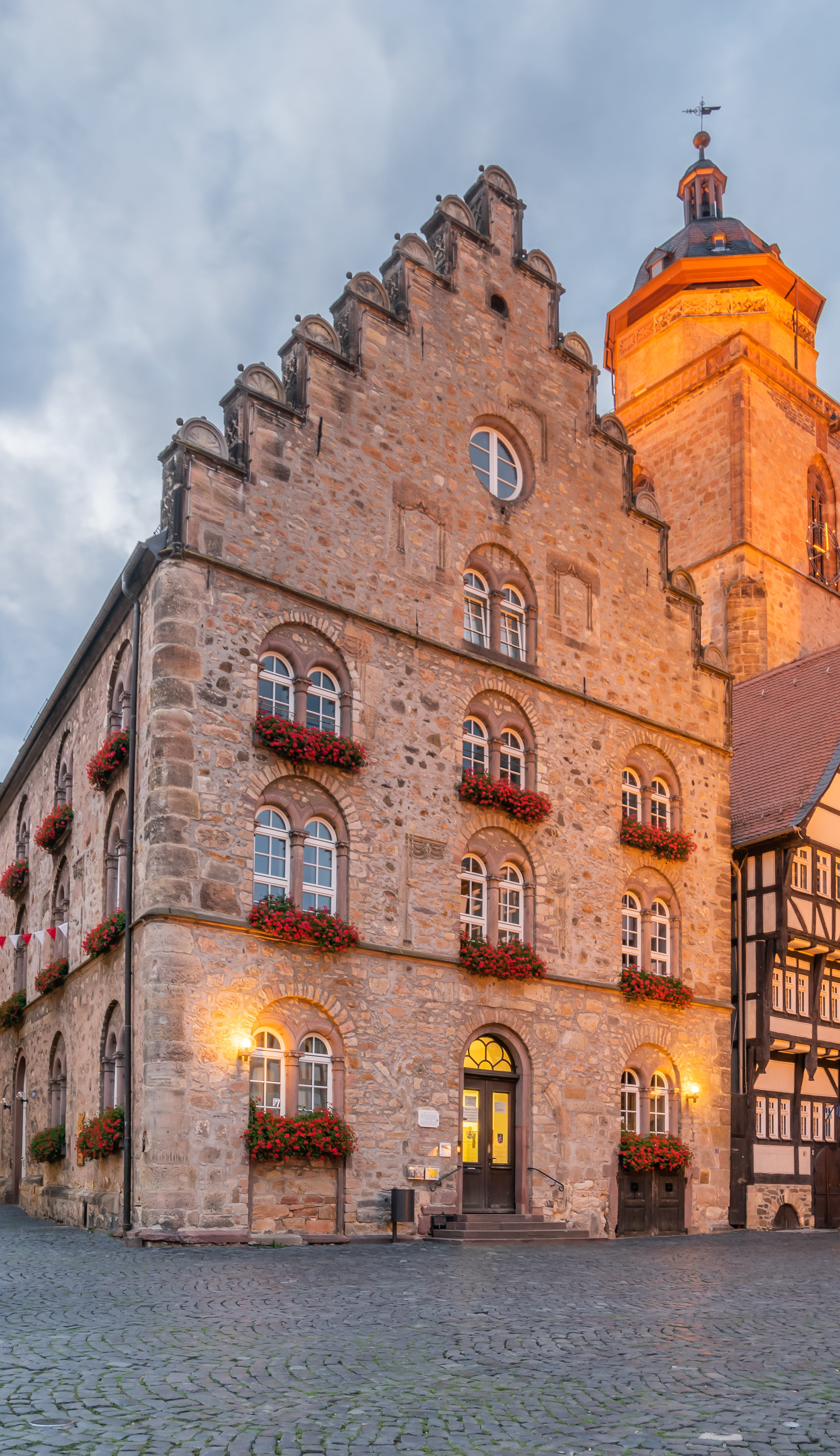
Das Weinhaus am Markt in Alsfeld, wurde 1538/39 errichtet. Es diente dem monopolisierten städtischen Weinverkauf und Ausschank

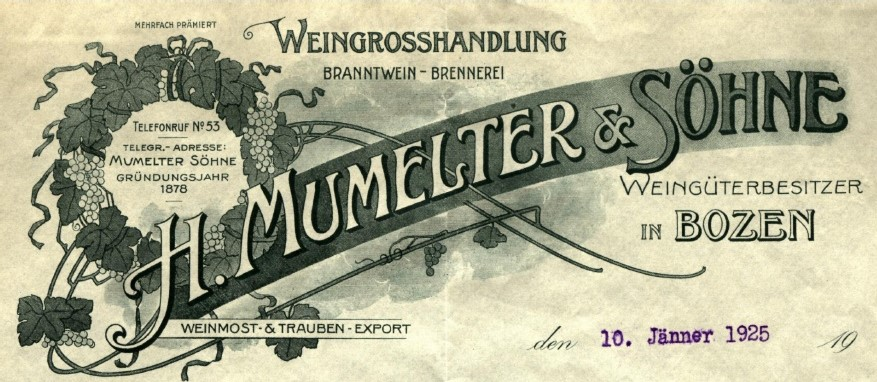
Briefkopf eines Weingroßhandels von 1925

In früherer Zeit kauften Weinhändler Wein in Amphoren oder großen Gebinden/Fässern und füllten aus dem Fass für ihre Kundschaft ab. Dieses Verfahren ist heutzutage kaum noch gebräuchlich. Als Beispiel kann der Wein aus Bordeaux genannt werden: Großhändler ließen an der Girondemündung Schiffe mit Fässern (den Tonneaux) beladen und verschifften sie nach London und in die Hansestädte (Rotspon). Noch gibt es in Lübeck einen Händler, bei dem man Rotspon kaufen kann.
Seit den 1920er Jahren jedoch, als der Baron Philippe de Rothschild, Eigentümer auf Château Mouton-Rothschild in Pauillac bei Bordeaux, sämtliche Produktionsschritte bis zur Flaschenabfüllung in die eigene Hand nahm, ging der Handel von Wein in Fässern zurück. Das "normale" Verfahren ist heute die Abfüllung von Flaschen auf dem Weingut und deren Versand in Kisten und auf Paletten.
Wein wird auch in Tankladungen transportiert und erst am Ziel in Flaschen abgefüllt, die dann zu den Händlern transportiert werden. Vor allem für preiswerte Weine aus Übersee und teils aus Spanien ist dieses Verfahren üblich.

## Überbrückung zeitlicher Distanz
Ein Weingut hat Kosten. Viele Weine müssen lange lagern und reifen, bevor sie in den Verkauf gelangen können. In dieser Zeit ist durch den lagernden Wein viel Kapital gebunden. Um die Preisfindung zwischen dem Weingut und den Großhändlern einzuleiten, wurde begonnen, Wein als Warentermingeschäft zu handeln. Das Weingut bietet seinen Wein relativ schnell nach der Ernte, nach ca. einem halben Jahr, wenn die Qualität des Endproduktes sich abzeichnet, erstmals zum Verkauf an. Dies geschieht in Tranchen, in denen Partien angeboten werden. Eine erste Teilpartie mit meist kleinem Volumen dient als Versuchsballon, wie der Markt darauf reagieren könnte. Dann wird in einer großen zweiten Tranche der große Rest des Absatzes in den Großhandel bestimmt. Durch dieses Subskription genannte Verfahren können Weingüter sich zeitnäher finanzieren.
Im zweiten Schritt preisen die Großhändler ihre Weinzuteilungen dem Einzelhandel und teils Privatkunden an. Diese müssen ihn in der Subskription erwerben und gleich bezahlen, um sicherzugehen, den teils raren Wein später zu erhalten. Der Wein jedoch verbleibt noch mindestens eineinhalb Jahre auf dem Weingut, er lagert zum Ausbau im Fass, bevor er abgefüllt wird und an die Kundschaft ausgeliefert wird. Diese Liefer-Phase nennt man Arrivage: die Ankunft des neu gefüllten Weines.
Eine weitere Spielart des Weinhandels ist das Verkaufen älterer Weine. Entweder lagern Weinhändler mit großer Kapitaldecke und entsprechenden Lagerkapazitäten Wein selbst, um ihn viel später als gereiften und wertvolleren Wein zu verkaufen, oder sie kaufen im Raritäten-Handel Weine von Händlern und insbesondere Privatleuten an. Zurzeit (2005) sind Ankauf-Abschläge für ältere Bordeaux um 40 % bis 45 % zu den Verkaufspreislisten der Händler üblich. Wenn also eine Flasche Wein 50 Euro laut Preisliste im Verkauf kosten soll, so ist der Händler bereit, einen solchen Wein aus privater Hand um 30 Euro anzukaufen. Voraussetzung: die Lagerbedingungen für den Wein waren so beschaffen, dass der Wein keinen Schaden litt (Temperierung oder Klimatisierung bei 12 bis 14 Grad, Vermeidung von Lichteinfluss).
Alte Weine werden auch bei spezialisierten Versteigerungen umgesetzt. Zuerst wurde dies in England praktiziert (Christie’s), mittlerweile sind solche Versteigerungen in der Schweiz, in Frankreich und nun auch in Deutschland gängig. Zumeist werden bei Versteigerungen Kisten mit 6 oder 12 Flaschen verauktioniert, oder aber Sets aus mehreren Flaschen: ein „gemischtes Lot“.
Weine werden auch im Internet gehandelt, wo Weinhändler Websites mit Warenkorb-Systemen für Wein betreiben, und auf Auktionsplattformen (eBay) hat Wein eine eigene Rubrik. Problematisch beim Detail-Handel mit älteren Weinen ist, dass nicht klar ist, in welchem Zustand er sich befindet.
Weinflaschen werden in der Regel mit einem Korken verschlossen. Darüber soll eine Kapsel sicherstellen, dass die Flasche ungeöffnet war. Eine unbeschädigte Kapsel soll in aller Regel für die Intaktheit des Weines darunter bürgen.
Es gibt jedoch extrem wertvolle alte Weine, deren Preise so hoch liegen, dass mittlerweile Fälschungen und unkorrekte Neubefüllungen auftauchten. Beispiele hierfür sind der Château Margaux von 1900, der Cheval Blanc von 1947 und der Château Mouton-Rothschild von 1945, deren Preise in Euro hoch vierstellig liegen.
Bei Weinen mit mehr als 20 Jahren Alter ist der Füllstand einer Flasche mit wertbestimmend: der Korken wird bei liegender Lagerung stets feucht gehalten, ist aber in aller Regel nicht ganz dicht, was zu einem ganz langsamen Absinken des Flüssigkeits-Niveaus führt. Dieser Füllstands-Verlust wird zur Bewertung mit herangezogen. In aller Regel wird verlangt, dass Wein in vertikaler Position noch mindestens auf halber Schulterschräge zu stehen habe ("Mid Shoulder"); darunter könnte der Wein zu sehr oxidiert sein und keinen Genuss mehr bieten.
Eine spezielle Variante ist das Handeln mit Sammler-Flaschen, was mit Weinhandel nur noch indirekt zu tun hat. Ausgehend von den jährlich wechselnden Künstler-Etiketten z. B. von Château Mouton-Rothschild bildete sich eine Sammler-Szene, die unabhängig von der Weinqualität diese Flaschen sammelt.

## Entwicklung des Marktes
Mitte der 1990er Jahre stiegen aufgrund der erfolgreichen Wirtschaftsentwicklung in den Industrieländern und aufgrund mehrerer qualitativ sehr guter Jahre die Preise von Bordeaux-Weinen. Diese Phase dauerte etwa von 1996 bis 2000. Die Preise für Wein sind – auch bedingt über wechselhafte, natur- und witterungsbedingte Qualität des Spitzenanbaus in den klimatischen Grenzlagen – nun wieder rückläufig, und die Weinbranche steht in vielen Ländern Europas vor großen Problemen.
2005 war im Markt ein Überangebot vorhanden.
2013 war die BASF SE mit ihrem Weinkeller der neuntstärkste Weinhändler Deutschlands.
Größter Weinhändler in Deutschland ist der Lebensmittel-Discounter ALDI.

## Entwicklung der Preise für Hochklasse-Wein seit 2005
Seither hat insbesondere eine sehr spezielle Branche des Weinhandels eine interessante Entwicklung genommen: der Handel mit Lieferrechten des Bordeauxweines. Ausgehend von einer ungewöhnlich guten Qualität des Jahrgangs 2005 setzte ein Run auf die höchsten Qualitäten im Rahmen der Subskription ein, die aufgrund der Mengenbeschränkungen und teils auch neuer Marktteilnehmer im Nachfragesektor die bis dato höchsten Preise für Premier-Cru-Weine erzielte: zwischen 500 und 600 Euro per Flasche.
Diese Entwicklung wurde teils mit Erstaunen aufgenommen, und in der Folge entstand eine hohe Nachfrage nach hoch qualitativem Wein (Premier Crus und Weine mit hohen Parker-Punkten) aus Bordeaux früherer sehr guter Jahrgänge wie 1986, 1989, 1990, 1995, 1996 und 2000. Diese Verschiebungen führten zu einem intensiven Handelsgeschäft an Weinen erstrangiger Qualität. Im Zeitraum zwischen Jahresmitte 2006 und Jahresmitte 2007 haben sich bekannte Weine bordelaiser Hochklasse im Preis nicht selten verdoppelt.
Die Arrivagepreise des durchaus recht durchschnittlichen Jahres 2006 nahmen dann diesen Trend auf, und das überaus erstaunliche geschah: die Weine der Premier-Cru-Güter wurden, teils nur mit geringen Abschlägen, auf einem annähernd gleich hohen extremen Niveau gehandelt, im Bereich von 350 bis 500 Euro. Der Beginn der Herbstauktionen 2007 in der Schweiz scheint diesen Trend widerzuspiegeln: bester Wein aller guten Jahrgänge ist durchgehend auf sehr hohem Niveau stabil verauktioniert worden.
Da mittlerweile die preisbildenden Höchstklassegüter fast sämtlich in Händen sehr erfahrener und wirtschaftlich mächtiger Handels-, Luxus- und anderer Konzerne sind, wird auch über eine künstlich erzeugte Hochpreispolitik der Weingüter gesprochen, indem diese angeblich ihre Courtiers, die Großhändler, nur noch mit sehr niedrigen Vertragskontingenten ausstatten und erhebliche Mengen Wein zunächst auf den Chateaus einlagern, ohne sie kurzfristig verkaufen zu wollen.

## Belege
1. ↑  Focus.de vom 27. Mai 2014: BASF ist absatzstärkster Weinhändler Deutschlands, abgerufen am 27. Mai 2014.
2. ↑  Aldi ist der mit Abstand größte Weinhändler Deutschlands Bericht in der Tageszeitung DIE WELT am 20. März 2014, abgerufen am 11. Dezember 2017.